# Laura Marano
Laura Marie Marano (* 29. listopadu 1995, Los Angeles, Kalifornie, USA) je americká herečka a zpěvačka. Nejvíce se proslavila rolí Ally Dawsonové v seriálu Austin & Ally z produkce stanice Disney Channel. Objevila se také například v seriálech Beze stopy nebo Zpátky do studia nebo ve filmech Dokonalé rande či Děda, postrach rodiny.
V roce 2015 podepsala smlouvu s hudebním vydavatelstvím Big Machine Records. Svou první skladbu s názvem Boombox vydala 11. března 2016. V říjnu 2018 vydala skladbu Me už jako nezávislá umělkyně.
Má starší sestru Vanessu, která je také herečkou.

## Život a kariéra
Je dcerou univerzitního profesora Damiana Marano, který je italského původu, a bývalé herečky Ellen Marano. Svou první roli dostala už v pěti letech. Objevila se ve vícero reklamách a získala menší roli v seriálech Posel ztracených duší, Lékařské záhady, Huff a Joan z Arkádie. První větší roli pak ztvárnila v televizním seriálu Beze stopy. Svůj hlas propůjčila do animovaných filmů Hledá se Nemo a Doba ledová 2: Obleva. Hrála dětskou roli postavy Keiry Knightley ve filmu Svěrací kazajka. Byla také jednou ze soutěžících v soutěžní hře stanice FOX Are You Smarter Than a 5th Grader?.
Laura Marano se objevila i v několika dílech komediálního seriálu The Sarah Silverman Program. V pilotním dílu "Batteries" ztvárnila dětskou verzi Sarah Silvermanové, přičemž se scenáristům zalíbila na tolik, že ji napsali větší roli. Její herecký kolega Brian Posehn řekl, že Laura znala všechny repliky lépe než oni sami. Účinkovala také v seriálu Dexter jako dětská verze Debry Morgan.
Její dosud (2021) největší role byla postava Ally Dawsonové v seriálu Austin a Ally. Díky této roli začala také profesionálně zpívat. V roce 2015 podepsala smlouvu s hudebním vydavatelstvím Big Machine Records.
V březnu 2016 vydala svou debutovou skladbu nazvanou Boombox. Videoklip k této skladbě dosáhl za první týden více než 6 miliónů zhlédnutí. V srpnu téhož roku Laura vydala svou druhou skladbu s názvem "La La". Na konci roku 2016 se však vydavatelství Big Machine Records rozhodlo rozvázat smlouvy se všemi svými popovými umělci (jedinou výjimkou byla Taylor Swift). V květnu 2017 podepsala novou smlouvu s vydavatelstvím Warner Bros. Records. O rok později však opět došlo k rozvázání smlouvy. Důvodem byl odchod jejích partnerů z vydavatelství. Od této doby vydává své skladby jako nezávislá umělkyně. Svůj vlastní label pojmenovala jako Flip Phone Records.
V říjnu 2018 vydala novou skladbu s jednoduchým názvem Me. V roce 2019 vydala několik dalších skladeb (např. Let Me Cry nebo F.E.O.U.). Ve stejném roce vydala své první EP, které pojmenovala ME.
V roce 2020 Laura Marano vydala své druhé EP s názvem YOU, které obsahuje písně When You Wake Up, Can't Hold On Forever, Honest With You, Can't Help Myself, Something to Believe In, Run a You. Na podzim téhož roku uspořádala virtuální tour s názvem The YOU Tour, která sestávala ze čtyř jedinečných live-streamových koncertů.

## Filmografie

### Film
| Rok  | Název                              | Role            | Poznámka            |
| ---- | ---------------------------------- | --------------- | ------------------- |
| 2005 | Svěrací kazajka                    | Malá Jackie     |                     |
| 2006 | Doba ledová 2: Obleva              | Různé hlasy     |                     |
| 2007 | Goldfish                           | Suzy            | krátkometrážní film |
| 2007 | Superbad                           | Malá Becca      |                     |
| 2015 | A Sort of Homecoming               | mladá Amy       |                     |
| 2015 | Alvin a Chipmunkové: Čiperná jízda | hotelová chůva  |                     |
| 2017 | Lady Bird                          | Diana Greenway  |                     |
| 2019 | Dokonalé rande                     | Celia Lieberman |                     |
| 2019 | Saving Zoë                         | Echo            |                     |
| 2019 | A Cinderella Story: Christmas Wish | Kat Decker      |                     |
| 2020 | Děda, postrach rodiny              | Mia Decker      |                     |
| 2022 | Královské zacházení                | Isabella        |                     |

### Televize
| Rok       | Název                                   | Role                                      | Poznámka |
| --------- | --------------------------------------- | ----------------------------------------- | --- |
| 2003–2006 | Beze stopy                              | Kate Malone                               | vedlejší role (2.–4. řada), 8 dílů                                                                                                 |
| 2004      | Joan z Arkádie                          | Emily                                     | díl: „Night without Stars“ (1. řada, 15 dílů)                                                                                      |
| 2005      | Lékařské záhady                         | Brooke Beck                               | díl: „Tribe“ (1. řada, 13. díl) |
| 2005–2006 | Xovi                                    | Scout (hlas)                              | hlavní role |
| 2006      | Posel ztracených duší                   | Audrey                                    | díl: „Friendly Neighborhood Ghost“ (1. řada, 13. díl)                                                                              |
| 2006      | Huff                                    | Amelia                                    | díl: „Temné síly“ (2. řada, 12. díl)                                                                                               |
| 2006      | Dexter                                  | mladá Debra                               | díly: „Pomocná ruka“ (1. řada, 4. díl) a „Táto to ví nejlíp“ (1. řada, 9. díl)                                                     |
| 2007      | Are You Smarter Than A Fifth Grader     | samu sebe                                 | 1. řada |
| 2007–2008 | Zpátky do studia                        | Gracie Carr                               | 5 dílů |
| 2007–2010 | Sarah Silverman Program                 | mladá Sarah Silverman / Heather Silverman | vedlejší role, 6 dílů |
| 2008      | Ni Hao Kai-Lan                          | Mei Mei (hlas)                            | díl: „Kai-Lan's Trip to China“ |
| 2008      | Gary Unmarried                          | Louise Brooks                             | díly: „Pilot“ (1. řada, 8. díl) a „Gary Gets Boundaries“ (1. řada, 2. díl)                                                         |
| 2009      | Hrdinové                                | mladá Alice Shaw                          | díl: „1961“ (3. řada, 23. díl) |
| 2009      | Little Monk                             | Cousin Lauren                             | díl: „Little Monk and the Monk Cousin“ (1. řada, 5. díl)                                                                           |
| 2010      | True Jacksonová                         | Molly                                     | díly: „True Drama“ (2. řada, 4. díl) a „Little Buddies“ (2. řada, 6. díl)                                                          |
| 2010      | Telepathic                              | Marsha                                    | Televizní film |
| 2010      | Flash Forward – Vzpomínka na budoucnost | mladá Tracy                               | díl: „Zpětný ráu“ (1. řada, 13. díl)                                                                                               |
| 2010      | Childrens Hospital                      | Haley                                     | díly: „Give a Painted Brother a Break“ (2. řada, 4. díl) a „Frankfurthers. Allman Brothers. Death, Frankfurters“ (2. řada, 7. díl) |
| 2011–2016 | Austin & Ally                           | Ally Dawson                               | hlavní role |
| 2012      | Jessie                                  | Ally Dawson                               | "Austin & Jessie & Ally All Star New Year" (Sezóna 2, Epizoda 6)                                                                   |
| 2014      | Randy Ninja                             | Rachel (hlas)                             | vedlejší role (2. řada) |
| 2014      | Rybičky                                 | křeček č. 2 (hlas)                        | díl: „Algae Day“ |
| 2014      | Liv a Maddie                            | Frangs                                    | díl: „Howl-A-Rooney“ |
| 2015      | Jeden průšvih za druhým                 | Monica Reeves                             | TV film |
| 2015      | Pickle and Peanut                       | Veronica (hlas)                           | díl: „Gory Agnes, Haunted Couch“                                                                                                   |
| 2015      | Riley ve velkém světě                   | Ally Dawson                               | díl: „Girl Meets World of Terror 2“                                                                                                |
| 2016      | Máma a já: Kalifornský sen              | Samu sebe                                 | TV film |
| 2019      | Super Simple Love Story                 | Nellie                                    | pilotní díl CBS |
| 2020      | Robot Chicken                           | Evie, Linda, servírka na Titanicu         | díl: „Sundance Craig in: 30% of the Way to Crying“                                                                                 |

## Diskografie

### EP
| Název | Podrobnosti                                                                                  |
| ----- | -------------------------------------------------------------------------------------------- |
| Me    | - Vydáno: 8. března 2019 - Label: Flip Phone Records - Formát: digitální, streamovací služby |
| You   | - Vydáno: 2. října 2020 - Label: Flip Phone Records - Formát: digitální, streamovací služby  |